# Pilosella cymosa
Espèce
Classification phylogénétique
Synonymes
- Hieracium cymosum  L. (1763)[1]

Pilosella cymosa, de nom commun piloselle en cyme ou épervière en cyme, est une espèce de plantes à fleurs de la famille des Asteraceae et du genre Pilosella.

## Description
L'épervière est une plante herbacée verte et vivace hivernale qui atteint généralement des hauteurs de 30 à 80, rarement jusqu'à 100 centimètres. Il n'y a pas de stolon. La tige est lapidaire et couverte de trichomes jusqu'à 2 mm de long.
Les feuilles sont presque toutes réunies en rosette basale ; il y a quelques feuilles alternes réparties sur la tige. Les feuilles basales simples sont obovales à lancéolées, généralement richement duveteuses des deux côtés avec des poils étoilés courts (0,5 mm) et des poils simples, longs (5 mm), hérissés, clairs et squameux des deux côtés. Il y a généralement une à quatre, rarement jusqu'à huit, feuilles caulinaires simples.
La floraison se situe à la fin du printemps en Europe centrale de mai à juillet, en montagne jusqu'en août. L'inflorescence globale dense, en ombelle, rarement en panicule, initialement souvent groupée, a 5 à 20 branches et contient généralement 20 à 50 inflorescences partielles en forme de coupe. Les bractées sont glabres à abondantes, éparses à abondamment couvertes de poils glandulaires et simples aux poils étoilés. Les capitules ne contiennent que des fleurons ligulés. Les fleurs ligulées sont jaune clair à jaune foncé. Le style à deux branches est jaune.
Le nombre de chromosomes est 2n = 18, 27, 36, 45, 54, 63 et peut-être 68.
La plante est hémicryptophyte. La pollinisation se fait par les insectes, autopollinisation et une formation de graines sans pollinisation. La propagation se fait par le vent, par accrochage et les fourmis.

## Répartition
L'aire de répartition de Pilosella cymosa s'étend du Massif central à l'Europe centrale et au nord-est jusqu'à l'Oural. Il n'y a que quelques sous-zones insulaires à l'est de l'Oural. En Europe du Nord, elle s'étend à peine au-delà du cercle polaire arctique (elle est absente en Islande). La frontière sud de la région s'étend de la Sardaigne en passant par l'Italie et le nord de la Grèce jusqu'au nord-ouest de la Turquie. Dans le reste de la Turquie, seules des découvertes individuelles ont été enregistrées jusqu'à présent. Les sous-espèces ont une distribution légèrement différente.

## Habitat
L'épervière a besoin de sols riches en calcaire, modérément secs, riches en humus, caillouteux et limoneux, mais elle est aussi présente sur le lœss. Elle colonise les pelouses semi-arides, les champs et les buissons secs dans les zones au climat favorable.

## Écologie
Elle est une plante hôte de la chenille de Crombrugghia tristis.